# Glenea plagifera
Glenea plagifera là một loài bọ cánh cứng trong họ Cerambycidae.